# Robert Paulson (polis)
Carl August Robert Paulson, född 16 januari 1886 i Helsingborg, död 10 april 1961 i Engelbrekts församling i Stockholm, var en svensk militär, polis och tjänsteman vid Socialstyrelsen, tillika spion och dubbelagent. Han fälldes för att under andra världskriget ha förmedlat information om flyktingar i Sverige till tyska Abwehr, som vidarebefordrade materialet till Gestapo.

## Biografi
År 1909, då Paulson tjänstgjorde inom Arméförvaltningen, fick han i uppdrag att från militärt håll utföra spaning mot främmande agenter. Han anställdes 1914 som konstapel vid den nyupprättade Polisbyrån. År 1918 tjänstgjorde han som frivillig i finska inbördeskriget på den vita sidan som adjutant för Carl Petersén, senare chef för C-byrån, det svenska inrikesspionaget.Han anställdes därefter vid Polisbyrån där han ägnade sig åt flykting- och utlänningsövervakning. Funktionen flyttades i januari 1938 över till Socialstyrelsen, dit Paulson följde med och blev byråinspektör. Generalstabschefen Carlos Adlercreutz såg personligen till att Paulson blev chef för Socialstyrelsens utlänningsbyrå 1938. Där fick han operativt ansvar för utlänningskontrollen och hade under andra världskriget till uppgift att övervaka flyktingar som sökte sig till Sverige.
År 1940/1942 ställdes den svenska affärsmannen och journalisten John Lönnegren under övervakning av Allmänna säkerhetstjänsten (ASK), en föregångare till Säkerhetspolisen (Säpo), misstänkt som agent åt tyska Abwehr. Då Paulson och Lönnegren kände varandra fick Paulson i uppdrag att försöka avslöja den föregivna spionen. Paulson underlät dock att sköta sitt uppdrag och lämnade istället hemliga uppgifter till Lönnegren som vidarebefordrade dem till tyskarna. "Jag slöade till", förklarade Robert Paulson senare i polisförhör.
År 1944 anhölls både Paulson och Lönnegren. Paulson hade gett Lönnegren 538 namn på flyktingar som flytt från Tyskland eller av Tyskland ockuperade områden. Lönnegren gav i sin tur namnen till Abwehr, som sedan gav dem till Gestapo. Han dömdes den 28 april 1945 av Stockholms rådhusrätt till ett år och tio månaders fängelse och avsked för spioneri. Straffet omvandlades senare till villkorlig dom. Som en följd av Paulson-Lönnegrenskandalen tillsattes den så kallade Sandlerkommissionen under ledning av förre socialdemokratiske ministern Rickard Sandler som fann att regelverket för Socialstyrelsens handläggning av flyktingfrågor varit bristfälligt.
Robert Paulson är gravsatt på Skogskyrkogården i Stockholm.